# الأخ الكبير (مسلسل)
الأخ الكبير مسلسل تلفزيوني مصري درامي من تأليف أحمد عبد الفتاح وإخراج إسماعيل فاروق.

## قصة المسلسل
تدور الأحداث في حي بولاق الشعبي، حيث يحاول الشاب الفقير حربي محمد رجب مواجهة العديد من التحديات في حياته والتغلب عليها، سواء على الصعيد الأسري أو العملي.

## الممثلون
- أشرف زكي
- دينا فؤاد
- أيتن عامر
- هبة مجدي
- عبير صبري
- محمد رجب
- محمد عز
- محمود حجازي
- إيهاب فهمي
- رندا البحيري
- هاجر أحمد
- أحمد حلاوة

## وصلات خارجية
- صفحه الأخ الكبير على موقع السينما.كوم
- تتر مسلسل الأخ الكبير (2020)